# Lucas Pérez Martínez
Lucas Pérez Martínez (La Corunya, 7 de juny de 1985) és un futbolista professional gallec que juga com a davanter.

## Trajectòria
Format en les categories inferiors de l'Atlètic de Madrid, va passar després pel Rayo Vallecano B amb el qual va jugar a Segona Divisió B. Posteriorment va arribar a jugar amb el primer equip del Rayo en set partits a Segona, marcant un gol i contribuint en l'ascens de l'equip madrileny a Primera.
L'any 2011 va quedar lliure i va fitxar pel FC Karpaty Lviv, equip de la primera divisió d'Ucraïna, amb el qual va disputar l'Europa League marcant un gol. Dos anys més tard marxa cedit al Dinamo de Kíev. En el 2013 fitxa pel PAOK FC de Salònica i juga allà una temporada.
El 18 de juliol de 2014 fitxa pel Deportivo de la Corunya, cedit pel PAOK FC, per una temporada amb opció de compra.
El 12 d'agost de 2015 firma per l'equip corunyès, aquest cop en propietat, amb un contracte per 4 temporades.

### Arsenal
El 27 d'agost de 2016, Arsène Wenger va anunciar que el jugador fitxaria per l'Arsenal FC després de passar l'examen mèdic. Pocs dies després, el 30 d'agost de 2016, el traspàs va ser confirmat pel club, per 17.1 milions de lliures, l'equivalent a 20 milions d'euros.

### Elx CF i Cadis CF
El 31 d'agost de 2021, agent lliure, Pérez va signar per un any amb l'Elx CF, de primera divisió. El següent 31 de gener va fitxar pel Cadis CF del mateix nivell, amb contracte per 18 mesos.

### Retorn al Deportivo
Pérez va acordar el seu retorn al Deportivo el 31 de desembre de 2022, un traspàs que es faria efectiu a la finestra de mercat del gener; el jugador va pagar 493,000 euros de la seva butxaca per fer possible l'operació. Va marcar un doblet en el seu debut a la Primera Federació vuit dies més tard, amb una victòria del seu equip per 3–0 contra l'Unionistas de Salamanca CF.

## Selecció gallega
Va ser convocat per la selecció gallega per al partit contra Veneçuela, disputat a l'estadi de Riazor el 20 de maig de 2016. Va debutar en aquell partit que va finalitzar en empat a un.